# 鄒世孝
鄒世孝（英語：Gary Chow Sai Hau），前香港麗的電視及無綫電視監製。

## 背景
鄒世孝分別在1955年及1961年畢業於嶺南小學及嶺南中學（1958年中三，1961年中六，於1961年中文中學會考中考獲地理科「良」等成績）。在校時於1960年參加過校內的演講比賽。中學畢業後，鄒世孝於1966年報讀第一期麗的呼聲藝員訓練班，同期同學有汪明荃、森森等人。其後曾經演出電視劇集，同時嘗試接觸幕後工作。由於他對電視製作的興趣較幕前演出大，他在編導協助下，得以加入無綫電視。既參演劇集，又兼顧編導崗位。到了1975年重返麗的電視，1977年7月正式與梁天、張清、麥當雄、李兆熊、屠用雄以及張之珏一同升任監製。而後於1978年回到無綫電視，其時為麗的電視製作部經理。但自從1988年製作最後一部作品《留住明天》後，他便沒有新作面世。現時去向未明。

## 監製列表

### 電視劇 (麗的電視)
- 1975年：十大騙案
- 1977年：鑄情
- 1978年：追族
- 1978年：巨星

### 電視劇 (無綫電視)
- 1973年：永恒的春天
- 1979年：抉擇
- 1980年：風雲
- 1981年：龍仇鳳血、情謎
- 1982年：神女有心、福星高照、癡情劫
- 1983年：賴布衣、天降財神、鬼咁夠運
- 1984年：黃金約會、老爺大過天、信是有緣、朝九晚五俏佳人
- 1985年：錯體姻緣、光怪陸離、大廈
- 1986年：銀色旅途
- 1987年：北斗前鋒、過埠新郎
- 1988年：留住明天

## 演出

#### 電影
- 1984年：《太平山下》
- 1986年：《心動》飾 江日晨
- 1986年：《再見媽咪》
- 1991年：《Beyond日記之莫欺少年窮》

#### 無綫電視劇集
- 1973年：《水落石出》
- 1973年：《意料之外》

## 外部連結
- 鄒世孝在香港影庫上的簡介